# Cryptopygus antarcticus
Cryptopygus antarcticus är en urinsektsart som beskrevs av Willem 1901. Cryptopygus antarcticus ingår i släktet Cryptopygus och familjen Isotomidae. Arten förekommer framför allt i Antarktis, och är känd för sin stora köldhärdighet.

## Beskrivning
Arten är en långsträckt hoppstjärt, nästan helt svart till färgen (något som hjälper den att ta upp värme). Längden är endast 1 till 2 mm, och arten väger bara några mikrogram.

## Utbredning
Cryptopygus antarcticus är vitt spridd i Antarktis och Subantarktis, men underarten C. a. travei förekommer dessutom på den sydafrikanska ön Marion Island, belägen långt söderut från det sydafrikanska fastlandet.

## Ekologi
Arten är välanpassad till ett liv i Antarktis. Den ansamlar olika föreningar i kroppen som sänker dess fryspunkt, så den kan tåla temperaturer ner till -30°C. Den exakta mekanismen är dock fortfarande dåligt känd.
Födan består bland annat av alger och mossa.
Livslängden är åtminstone 3 år.